# Slag om Singapore
De Slag om Singapore was een slag in Zuidoost-Azië tijdens de Tweede Wereldoorlog. De belegering begon op 8 februari 1942 en na hevige gevechten capituleerden de geallieerden op 15 februari 1942.

## Voorbereiding

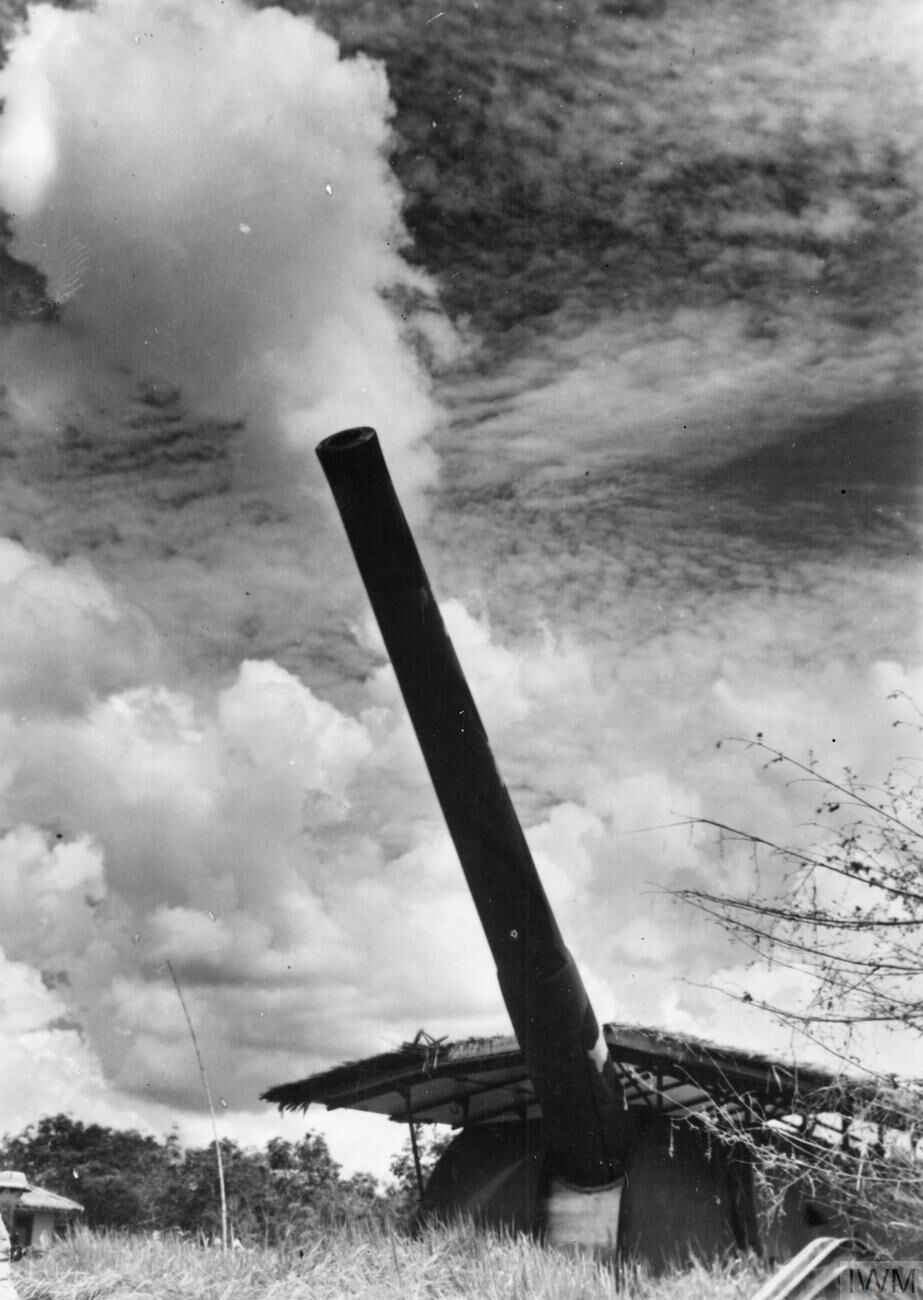
Een 12 duims Brits kanon op Singapore

De havenstad Singapore was de belangrijkste Britse marinehaven in het gebied van de Grote Oceaan. De diepzeehavens waren uitstekend toegankelijk voor zware oorlogsschepen. De uitgebreide haveninstallaties boden faciliteiten voor reparaties die verder alleen in de Verenigde Staten en Groot-Brittannië aanwezig waren.
Het eiland was zwaar verdedigd tegen een landing uit zee. Het werd gezien als het "Gibraltar van het Oosten".
Deze faciliteiten en haar verdediging waren in Japan bekend en de Japanse planners beraamden een landing in Malakka. Alle verdedigingswerken waren namelijk gebouwd tegen een landing uit zee, niet tegen een aanval door het door malariamoerassen vergeven Malakka.
Het schiereiland zelf was ook van grote waarde: het produceerde 43% van de wereldproductie van tin. Malakka was ook een belangrijke bron van rubber. De rubberplantages waren van grote waarde voor beide partijen, Malakka produceerde ruim 30% van alle rubber ter wereld. De rubberplantages werden als dermate belangrijk gezien dat het Britse leger hier niet of slechts minimaal mocht oefenen.
In de jaren voorafgaand aan de Tweede Wereldoorlog stelden de Britten verschillende verdedigingsstrategieën op. Een hiervan was een reactie voor het geval Japan via Malakka zou aanvallen: operatie Matador. Het plan voorzag ook in een uitbreiding van de middelen, vooral ruim 670 vliegtuigen, die nodig waren om een grote Japanse aanval af te slaan. De Britse overheid reduceerde dat aantal tot 350. In Malakka werd een serie vliegvelden voor deze vliegtuigen aangelegd. Churchill gaf echter voorrang eerst aan de strijd in de Slag om Engeland, later aan hulp aan de Sovjet-Unie en de strijd in het Midden-Oosten.
Operatie Matador voorzag ook in een defensieve inval in Zuid-Thailand om een Japanse landing aldaar te verhinderen. Deze taak werd toevertrouwd aan de 11e Indiase divisie van het Derde Indiase legerkorps, die reeds verantwoordelijk was voor de verdediging van Noord-Malakka. Hoe deze divisie tegelijkertijd twee taken moest uitvoeren, bleef in het plan onduidelijk.
De Britse commandant coördineerde wel zijn verdedigingsplannen met de Nederlandse verdedigers in Nederlands-Indië.
De Militaire Luchtvaart van het Koninklijk Nederlands-Indisch Leger (ML-KNIL) had de beschikking over circa 450 vliegtuigen, onderverdeeld in verschillende vliegtuiggroepen. In totaal had de Nederlandse regering 144 Brewsters besteld van het type 339C en 339D. Bij het uitbreken van de oorlog waren er echter pas 71 uitgeleverd, waarvan er maar circa 50 gebruiksklaar waren. Op 25 december 1941 werden alle 9 Brewster 339D's van 2-VLG-V, tezamen met alle 12 de vliegers van de afdeling, naar Kallang gestuurd om de Britten te helpen Singapore te verdedigen tegen de Japanners. Deze gevechtstoestellen waren uitgerust met bomrekken en konden dus tevens als duikbommenwerper worden ingezet. Tijdens verschillende operaties vanuit Singapore hebben de Nederlandse Brewsters diverse operaties uitgevoerd, waarbij onder andere een Japanse torpedobootjager tot zinken werd gebracht, en er vier Japanse vliegtuigen neergehaald werden. Bij de verdediging van Singapore verloor één Brewster-piloot zijn leven. Op 18 januari 1942 werden de overgebleven toestellen teruggehaald naar Java om daar de Nederlandse tekorten op te vangen. Naast de Brewster-gevechtsvliegtuigen werden er ook enkele bommenwerpers uit andere vliegtuiggroepen van het ML-KNIL ingezet ter verdediging van Singapore.
Malakka werd verdedigd door het Derde Indiase legerkorps. Dit werd versterkt worden met eenheden uit Australië.
De Britten versterkten de verdediging van het eiland, maar men was hierin niet al te ijverig. Met de woorden van een Brits onderofficier:
"Ik hoop dat we in Malakka niet te sterk worden, want dan durven de Japanners helemaal geen landing meer te ondernemen."
De algehele sfeer op het eiland was er een van een onbezorgd en ongefundeerd koloniaal superioriteitsgevoel.
Aan Japanse zijde was ook niet alles koek en ei. De plannen voor de aanval op Malakka werden toevertrouwd aan generaal Yamashita. De verhouding tussen hem en zijn superieur Tojo was wantrouwend en vijandig.
Op 2 november 1941 ontving Yamashita het bevel over het 25e leger (第25軍 , Dai-nijyūgo gun) voor de aanval op Malakka en Singapore. Tegelijkertijd kreeg Masaharu Homma het bevel over het 14e leger voor de aanval op de Filipijnen, en Hitoshi Imamura het bevel over het 16e leger voor de aanval op Nederlands-Indië.
Yamashita had weinig tijd voor de voorbereiding. Desondanks regelde hij luchtdekking door de 3de luchtvloot met 459 vliegtuigen en door 159 marinetoestellen. Het eiland Hainan, halverwege Japan en Malakka, zou als uitvalsbasis dienen. Hij zag af van twee van de aangeboden vijf divisies, omdat hij concludeerde dat de bevoorradingscapaciteit daarvoor onvoldoende was. Het 25e leger zou bestaan uit de 18e divisie onder generaal Renya Mutaguchi, de 5e divisie onder generaal Takuro Matsui en een divisie van de Keizerlijke Garde onder generaal Takuma Nishimura. De officieren kenden elkaar niet, Yamashita's taak was het hen tot een eenheid te smeden. De samenwerking met Nishimura zou echter de hele campagne problematisch blijken. Graaf generaal Hisaichi Terauchi, de commandant van het Zuidelijke Leger, had een kolonel in zijn staf die jungleoorlogsvoering op Hainan bestudeerd had. Yamashita had hier veel profijt van, maar wist tevens dat Terauchi deze kolonel als spion gebruikte.
Er woonden enkele duizenden Japanners in Singapore, en Yamashita had dan ook redelijk betrouwbare inlichtingen tot zijn beschikking. Hij concludeerde dan ook al snel dat hij geen 30 bruggen, maar 500 bruggen op zijn weg van noord naar zuid diende over te steken.
Op 4 december 1941 scheepte het 25e leger in. De coördinatie was zeer belangrijk, want de landing in Malakka diende ondanks de grote afstand en de verschillende tijdzones vrijwel gelijktijdig met de Aanval op Pearl Harbor plaats te vinden.
Op 6 december 1941 nam een Australisch verkenningsvliegtuig de Japanse vloot van 25 transportschepen, begeleid door een zware kruiser, vijf kruisers en kleinere schepen waar. De Britse admiraal Sir Thomas Phillips en de Amerikaanse admiraal Thomas C. Hart concludeerden uit de koers dat of het neutrale Thailand of Malakka het doel was. De Repulse werd hierop teruggeroepen van haar reis naar Darwin. Vier Amerikaanse destroyers werden naar het operatiegebied gezonden. Op 7 december 1941 werd de Japanse vloot nogmaals waargenomen. Verdere verkenningen door Britse vliegtuigen faalden door het slechte weer. Luchtmaarschalk Sir Robert Brooke-Popham besloot niet tot een defensieve invasie van het neutrale Thailand over te gaan.

## De gevechten om Malakka

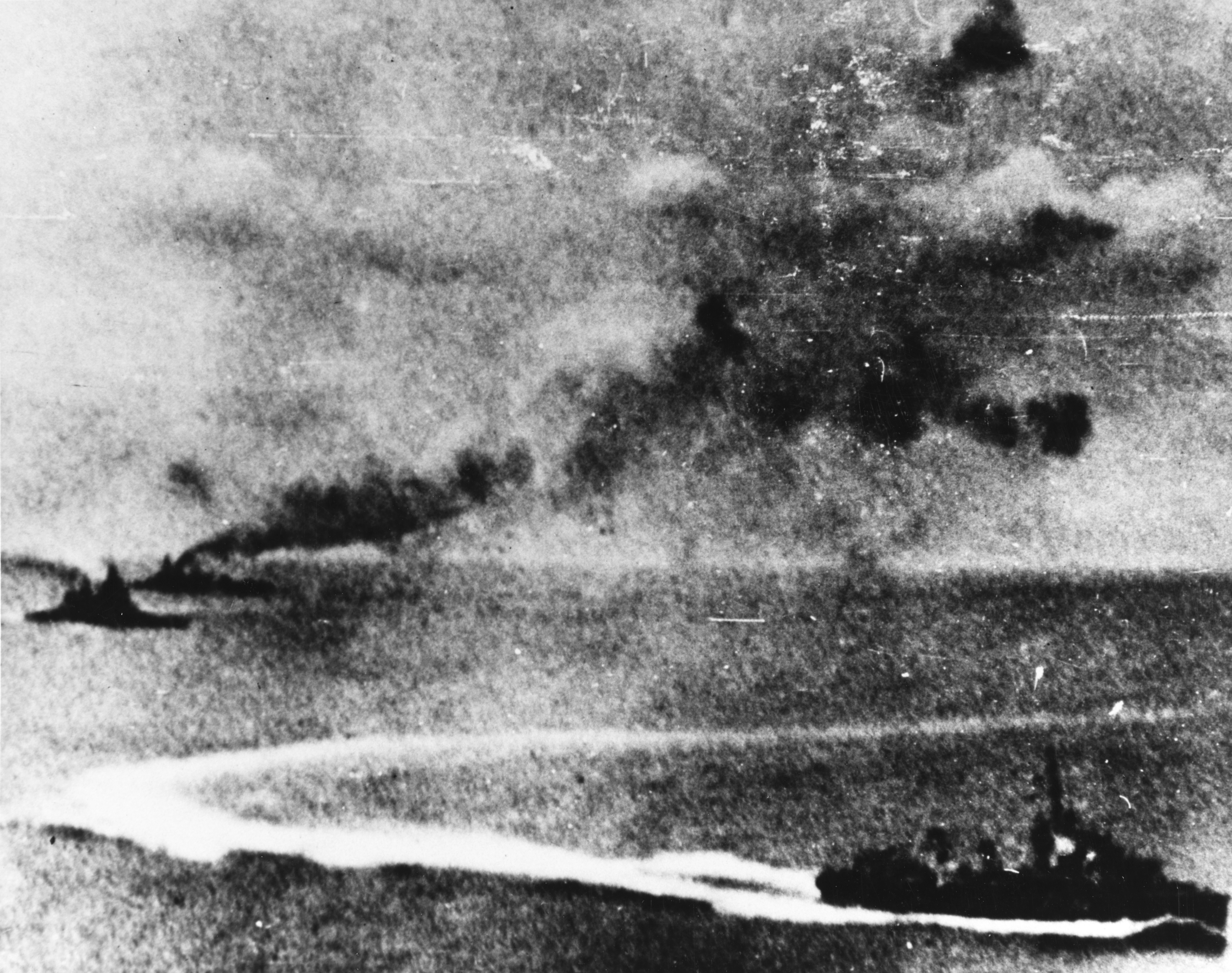
De Prince of Wales en de Repulse vergaan na bombardementen

Op 7 december 1941 landen twee Japanse infanteriedivisies in Malakka. Bij de landing bij Kota Bahru verloren de Japanners tussen de 300 en 800 man door de heftige weerstand van het Indiase Dogra-bataljon en Britse luchtaanvallen.
Bij verdere gevechten bleken de Britse eenheden praktisch machteloos tegen het Japanse leger.
Slechte coördinatie aan Britse zijde leidde tot een succesvolle Japanse aanval op 9 december 1941 op het vliegveld van Singapore. Daarbij verloor de RAF bijna al haar in Singapore gestationeerde gevechtsvliegtuigen.
Op 11 en 12 december 1941 leden de Britse troepen in de Slag bij Jitra een smadelijke nederlaag. Dit ondanks het praktisch ontbreken van artillerie aan Japanse zijde.
Een uitval op 8 december 1941 van de Britse slagschepen Prince of Wales en Repulse in een poging om een Japanse invasievloot te onderscheppen, leidde op 10 december 1941 tot de ondergang van deze schepen bij een aanval door Japanse vliegtuigen.
De Britse verdediging werd na de slag bij Jitra gewoon opgejaagd naar Singapore. Elke verdedigingspositie werd door de goed getrainde Japanse eenheden snel omflankt of doorbroken. De goede jungletraining van de Japanse troepen bleek van grote waarde. Naarmate de Japanse troepen terrein veroverden, kregen zij ook de nieuw aangelegde vliegvelden in handen, waarmee zij ook hun luchtmacht overwicht effectief konden doen gelden.
Op 11 januari 1942 namen de Japanners de Maleisische hoofdstad Kuala Lumpur in. Yamashita had inmiddels flinke bevoorradingsproblemen, maar de inname van deze stad loste dit op een aantal punten weer op.
De Australische eenheden wisten tweemaal de Japanse voorhoede in een val te laten lopen, maar werden hierna ook genadeloos opgejaagd naar het zuiden.

## De gevechten om Singapore

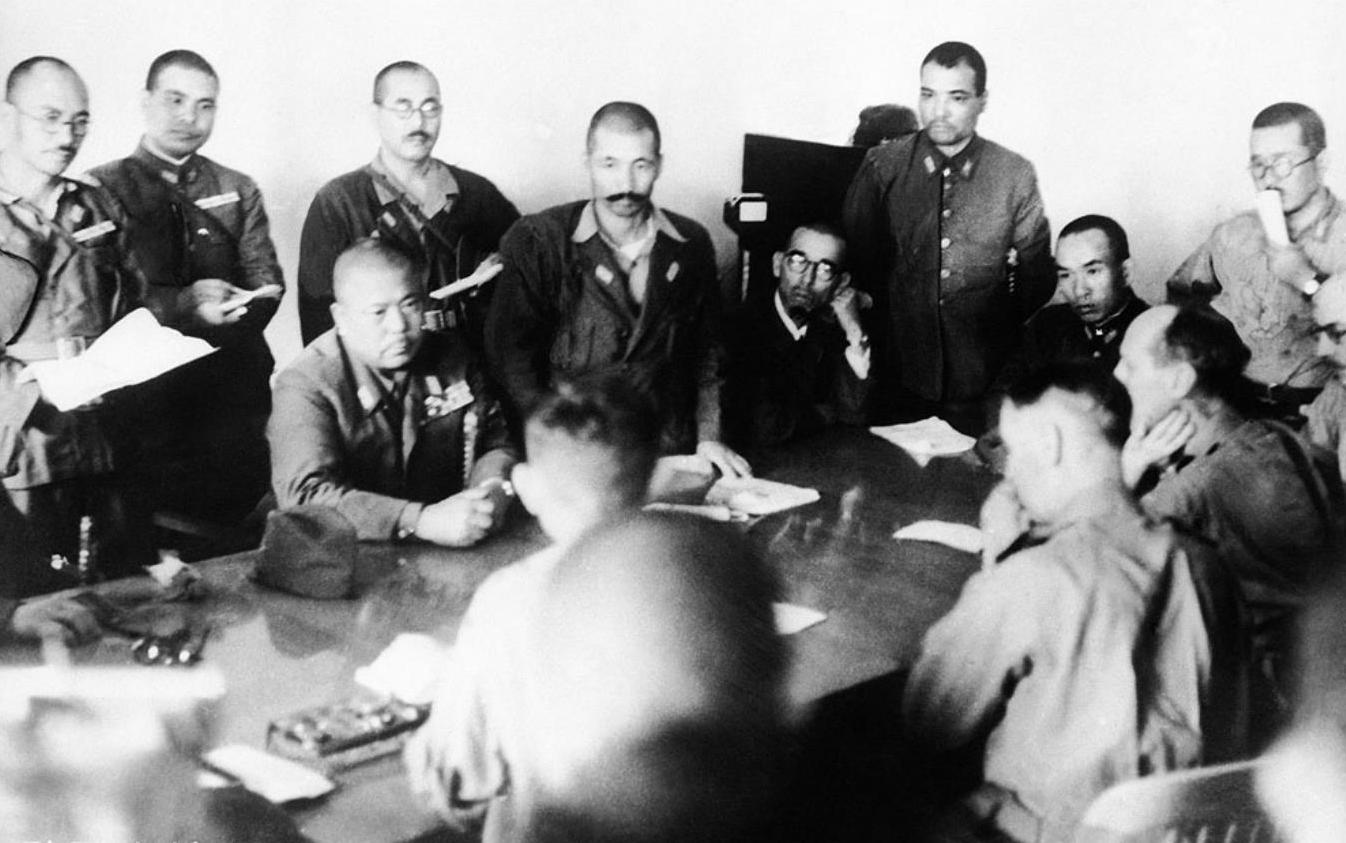
Yamashita eist onvoorwaardelijke overgave van Percival

Op 31 januari 1942 trokken de laatste Britse troepen zich gedemoraliseerd uit Malakka terug over een stenen dam die het eiland Singapore met het vasteland verbond.
De commandant van de Australische strijdkrachten vatte de geallieerde nederlaag zo samen:
"De hele operatie klinkt ongelooflijk: 550 mijl in 55 dagen teruggedrongen door een klein Japans leger van twee divisies, rijdend op gestolen fietsen en zonder artilleriesteun."
Percival spreidde zijn mannen uit over de gehele 70 km lange kuststrook van het eiland.
Hierdoor werd de verdediging zeer dun uitgerekt.
Op 8 februari 1942 staken Japanse troepen de smalle zee-engte over die Singapore van Malakka scheidt (Straat Johore).
Reeds 2 dagen later, op 10 februari 1942, waren de Britten gedwongen zich van het noordelijk deel van het eiland terug te trekken op een tweede defensieve lijn. De volgende dag, 11 februari 1942, stonden de Japanners onder Tomoyuki Yamashita reeds aan de rand van de stad.
Op 13 februari 1942, wetend dat zijn bevoorrading grote problemen had, riep Yamashita de Britse bevelhebber Luitenant Generaal Arthur Percival op om "deze zinloze en wanhopige tegenstand te staken".
De volgende dag wisten de geallieerden zich in een klein gebied aan de zuidzijde van het eiland te handhaven, maar op 14 februari 1942 verloor men opnieuw terrein. Zijn belangrijkste adviseurs gaven Percival de raad zich over te geven, ook om slachtoffers onder de burgers te minimaliseren. Percival kreeg geen toestemming tot overgave van Winston Churchill.
De volgende dag vochten de geallieerden verder, het aantal burgerslachtoffers liep op. Een miljoen burgers waren geconcentreerd op het kleine gebied waar de geallieerden ondanks artilleriebeschietingen en bombardementen standhielden. De watervoorziening raakte in gevaar. Japanse troepen doodden tweehonderd patiënten en personeelsleden van het "Alexandra Barracks Hospital", omdat het Britse leger mitrailleursnesten op de eerste en tweede verdieping had ingericht.
Op de ochtend van 15 februari 1942 braken de Japanse troepen door de laatste Britse verdediging in het noorden. De geallieerden hadden nu ook ernstig gebrek aan voedsel en sommige soorten munitie. Na een ontmoeting met zijn ondergeschikten nam Percival contact op met de Japanners en kort na 17:15 lokale tijd tekende hij de overgave.
Ongeveer 130.000 Indiase, Australische en Britse troepen werden krijgsgevangen: de grootste overgave van Britse militairen in de geschiedenis.

## Gevolgen

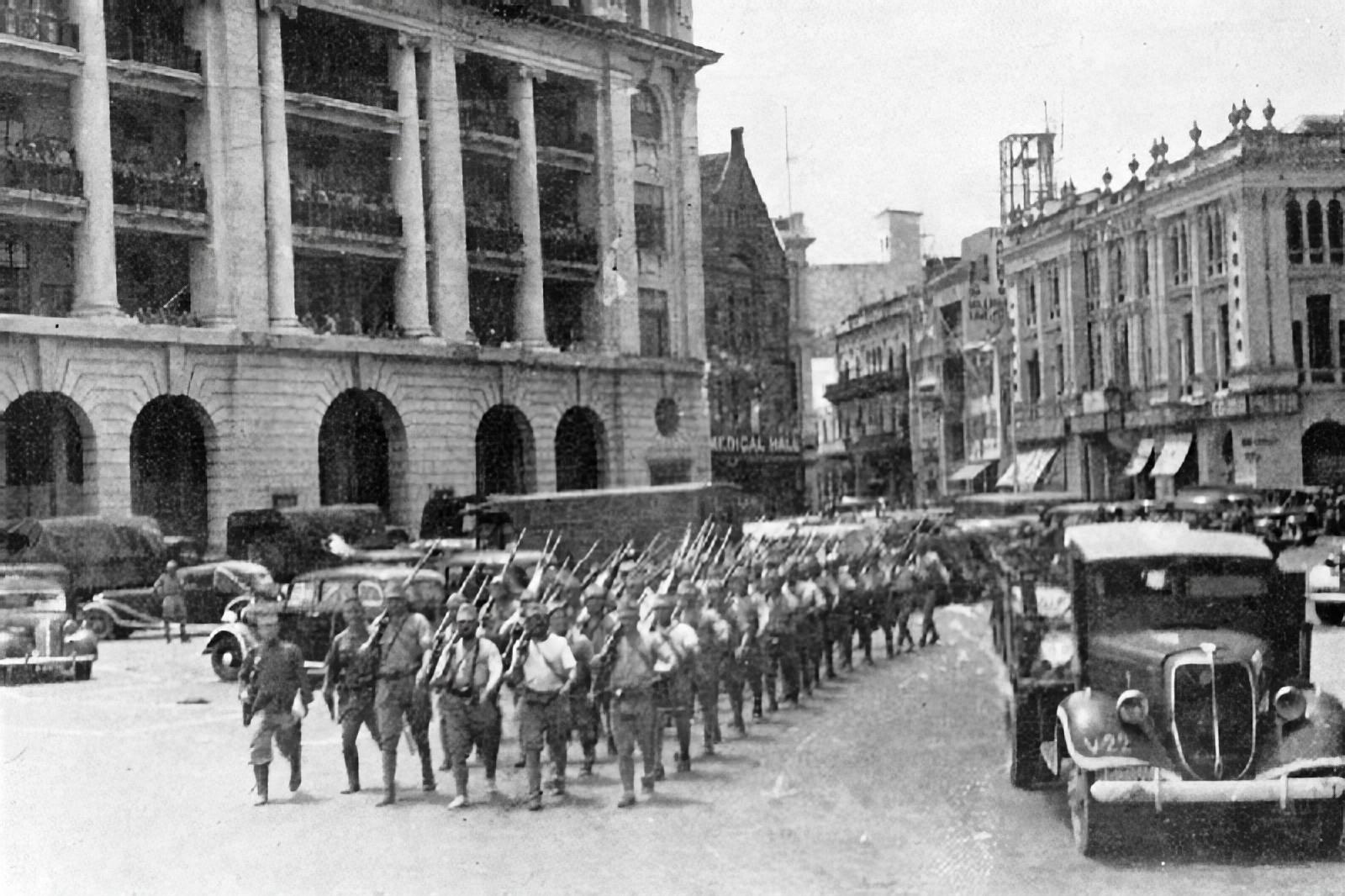
Japanners marcheren door Singapore

De vesting Singapore was de verbindende schakel geweest in het Amerikaans-Brits-Nederlands-Australisch commando (ABDACOM). Met de val van Singapore ontstonden er in dit commando coördinatieproblemen. Binnen enkele weken viel Nederlands-Indië. De strategische oliebronnen van Nederlands-Indië kwamen hierdoor in Japanse handen.
Het geallieerde commandogebied werd geografisch in twee gesplitst in een deel in de Indische Oceaan en de Grote Oceaan. De Amerikanen namen de leiding in het gebied van de Grote Oceaan en Australië, het South West Pacific Area Command, de Britten namen het over in de gebieden grenzend aan de Indische Oceaan, het South East Asia Command.
Het door Japan bezette Singapore werd door hen hernoemd in Syonan-to (昭南島 Shōnan-tō), "Licht van het Zuid-eiland".
Yamashita verwierf de bijnaam "Tijger van Malakka". Hij werd overgeplaatst naar een post aan de Chinees-Russische grens, waar hij niet in actie kwam. Op 23 februari 1946 veroordeelden de Amerikanen hem tot de strop voor de oorlogsmisdaden van zijn manschappen in de Filipijnen.
Nog steeds wordt in Angelsaksische bronnen de snelle opmars van Japan door Malakka en Singapore vaak toegeschreven aan het Japanse luchtoverwicht en een Japans tankoverwicht. Deze verdediging blijkt bij nadere analyse echter een zwak excuus. De Japanse troepen hadden zeker in het begin geen tanks of artillerie. Wel waren zij ervaren en getraind in oorlogsvoering in de jungle. De Britten hadden aan het begin de vliegvelden, vliegtuigen, twee slagschepen, en voldoende bevoorrading. De Japanners opereerden 500 mijl van hun dichtstbijzijnde basis.
Door de snelheid waarmee Yamashita wist op te rukken, ontnam hij de Britten de gelegenheid goede posities in te nemen en deze voldoende te versterken. Hij wist zijn zwakheden te minimaliseren en profiteerde optimaal van de Britse zwakheden.
De slag wordt gezien als een van de grootste nederlagen van de Britse strijdkrachten in de geschiedenis.